# Марк Целий Фаустин
Марк Целий Фаустин (лат. Marcus Caelius Faustinus) — римский государственный деятель начала III века.

## Биография
Фаустин, как и его коллега Публий Туллий Марс, не был известен историкам вплоть до открытия военного диплома. Известен ряд представителей рода Целиев, относящихся к данному периоду (конец II века — начало III века). Целий Кальвин был консулом-суффектом около 184 года и идентифицируется с будущим императором Бальбином. Кроме того, Целий Гонорат был наместником провинции Фракия в правление Септимия Севера. Известен также консуляр Целий Феликс, который был казнен по приказу Коммода. Но установить родственную связь или отсутствие таковой Фаустина с этими людьми представляется практически невозможным. Это также относится и к Марку Целию Юлиану, военному трибуну XIII Парного легиона и претору Марку Целию Флаву Прокулу, который был похоронен в Капуе.
Однако, скорее всего, Фаустин был родственником Марции Целии Проциллы, супруги Публия Флавия Помпониана Пудента. Она была дочерью или, по крайней мере, потомком фламина Марка Целия Сатурнина, который установил в Тимгаде статуи Антонина Пия и Марка Аврелия. Возможно, Фаустин был сыном или внуком этого Сатурнина.